# قناری پاپیروس
قناری پاپیروس (نام علمی: Crithagra koliensis) نام یک گونه از تیره سهره است. این گونه در بوروندی، جمهوری دموکراتیک کنگو، کنیا، رواندا، تانزانیا، و اوگاندا یافت می‌شود. این پرنده در ارتفاعات ۹۰۰ تا ۱۶۰۰ متری سکنی گزیده و اقدام به لانه سازی و جوجه آوری می‌کند. 